# Tuli
Sulayman Amghar, riportato anche come Sulayman Hamadi Hamed e noto principalmente con lo pseudonimo Tuli (Ceuta, 27 novembre 1992), è un giocatore di calcio a 5 marocchino con cittadinanza spagnola.

## Carriera

### Club
Tuli inizia a giocare a calcio a 5 nella squadra della sua città, l'Unión África Ceutí, con cui vince giovanissimo, un campionato di Tercera División. Nell'estate del 2012, a causa delle difficoltà economiche che attraversa il movimento iberico, decide di tentare l'esperienza italiana, trasferendosi al Kaos Futsal. Nonostante l'apprezzamento di Leopoldo Capurso che lo prova frequentemente in prima squadra, a Ferrara Tuli è inserito nella formazione Under-21 allenata da Andrejic con cui vince in appena un biennio un campionato, una Coppa Italia e due Supercoppe di categoria. Nelle stagioni seguenti è inserito stabilmente nella prima squadra del Kaos, giocando nella stagione 2014-15 la finale dei play-off scudetto.

### Nazionale
Nato a Ceuta da padre marocchino e madre spagnola, il 19 giugno 2016 viene convocato da Hicham Dguig, commissario tecnico della nazionale marocchina, per uno stage di preparazione ai Mondiali di Colombia.

## Palmarès

### Competizioni giovanili
- Campionato italiano Under-21: 1
Kaos: 2012-13
- Coppa Italia Under-21: 1
Kaos: 2013-14
- Supercoppa italiana Under-21: 2
Kaos: 2012, 2013

### Competizioni nazionali
- Coppa della Divisione: 2
Kaos: 2017-18
L84 : 2022-23
- Tercera División: 1
Unión África: 2010-11